# 格林克里克鎮區 (北卡羅萊納州波爾克縣)
格林克里克鎮區（英語：Green Creek Township）是位於美國北卡羅萊納州波爾克縣的一個鎮區。

## 地方資料
格林克里克鎮區的面積為133.38平方千米，皆為陸地。根據2020年美國人口普查的數據，當地共有人口3238人，而人口密度為每平方千米24.28人。